# Награда „Милан Богдановић”
Награда „Милан Богдановић” је награда која се додељује за најбољу књижевну критику.

## О Награди
Награду је 1968. установила и од 1969. додељује Културно-просветна заједница Србије. Награда се додељује за најбољу књижевну критику домаће књиге која је објављена претходне године у штампаним или електронским медијима у Србији. Основни захтев је да „критика треба да пружи целовит и тачан суд о књижевном делу, заснован на анализи његових битних особина”.
Награда се састоји од Повеље са ликом Милана Богдановића и новчаног износа. Одлука о додели награде саопштава се 28. фебруара, на дан смрти Милана Богдановића.

## Добитници

### Од 1969. до 1980.[1]
- 1969 — Предраг Палавестра, за критички текст о књизи Споредно небо Васка Попе.
- 1970 — Вук Крњевић, за критички текст о књизи Пропланак и ум Душана Матића.
- 1971 — Ели Финци, за критички текст о књизи Еуфрозина или судбина дела Милана Предића.
- 1972 — Драшко Ређеп, за критички текст о књизи Разговор са господином Пера Зупца.
- 1973 — Милосав Мирковић, за критички текст о књизи Плави зец Милана Пражића.
- 1974 — Петар Џаџић, за критички текст о књизи Пешчаник Данила Киша.
- 1975 — Драган Јеремић, за критички текст о књизи Уста пуна земље Бранимира Шћепановића.
- 1976 — Јовица Аћин, за критички текст о књизи Ура, уран Божидара Шујице.
- 1977 — награда није додељена
- 1978 — Драган Орловић, за критички текст о књизи Доротеј Добрила Ненадића.
- 1979 — Бранко Поповић, за критички текст о књизи Одређење и одбрана модерне поезије Миодрага Павловића.
- 1980 — Љубиша Јеремић, за критички текст о књизи Змијин свлак Милована Данојлића.

### Од 1981. до 1990.[1]
- 1981 — Срба Игњатовић, за критички текст о књизи Одбрана света Бранислава Петровића.
- 1982 — Милан Влајчић, за критички текст о књизи Антологија српске фантастике Божа Вукадиновића.
- 1983 — Александар Илић, за критички текст о књизи Трен 2 Антонија Исаковића.
- 1984 — Љиљана Шоп, за критички текст о књизи Ембахаде I–IV Милоша Црњанског и
- 1984 — Јован Делић, за критички текст о књизи Ухвати звезду падалицу Драгослава Михаиловића.
- 1985 — Мирослав Егерић, за критички текст о књизи Српско љубавно песништво Радослава Војводића и
- 1985 — Миодраг Перишић, за критички текст о књизи Песме 1971–1982 Борислава Радовића.
- 1986 — Александар Јовановић, за критички текст о књизи Страсна мера Ивана В. Лалића и
- 1986 — Михајло Пантић, за критички текст о књизи Ишчекивања сјаја и добродошлица Десимира Благојевића.
- 1987 — Новица Петковић, за критички текст о књизи Облик и смисао Светозара Петровића.
- 1988 — Света Лукић, за критички текст о књизи Ангажованост и склад Матеје Матевског.
- 1989 — Радивоје Микић, за критички текст о књизи Укрштени знаци Алека Вукадиновића.
- 1990 — Васа Павковић, за критички текст о књизи Доктор Крлежа Боре Ћосића.

### Од 1991. до 2000.[1]
- 1991 — Чедомир Мирковић, за критички текст о књизи Отворени прелом Слободана Павићевића.
- 1992 — Марко Недић, за критички текст о књизи Још сам овде Драгише Калезића.
- 1993 — Снежана Брајовић, за критички текст о књизи Приступ у кап и семе Мирослава Јосића Вишњића.
- 1994 — Александар Јерков, за критички текст о књизи Судбина и коментари Радослава Петковића.
- 1995 — Павле Зорић, за критички текст о књизи Међустепеник Миодрага Павловића.
- 1996 — Тања Крагујевић, за критички текст о књизи Песме Драгослава Андрића.
- 1997 — Драгољуб Стојадиновић, за критички текст о књизи Краљица забаве Данила Николића.
- 1998 — Даница Андрејевић, за критички текст о књизи Дозивање лепоте Милосава Тешића.
- 1999 — Ненад Шапоња, за критички текст о књизи Утопија I–III Павла Угринова.
- 2000 — Бојана Стојановић Пантовић, за критички текст о књизи Тутин и још 50 песама Живорада Недељковића.

### Од 2001. до 2010.[1][2]
- 2001 — Тихомир Брајовић, за критички текст о књизи Нестали у књизи Горана Петровића.
- 2002 — Стојан Ђорђић, за критички текст о књизи Ноћна трилогија Алека Вукадиновића.
- 2003 — Саша Радојчић, за критички текст о књизи Песник песама Мирослава Максимовића.
- 2004 — награда није додељена
- 2005 — Слободан Владушић, за критички текст о књизи Киша и хартија Владимира Тасића.
- 2006 — Драган Хамовић, за критички текст о књизи Фасцикла 1999/2000 Стевана Раичковића.
- 2007 — Милета Аћимовић Ивков, за критички текст Књижевност и стварност.
- 2008 — Милош Петровић, за критички текст Откривање универзалног простора.
- 2009 — Зоран Богнар, за критички текст Реквијем за Исидору (додељена 2010 ретроактивно).
- 2010 — Јасмина Врбавац, за критички текст о књизи Дневник Марте Коен Светислава Басаре.

### Од 2011. до 2020.
- 2011 — Весна Тријић, за критички текст о књизи Госпођа Олга Радована Белог Марковића.
- 2012 — Добривоје Станојевић, за критички текст Докле поглед допире Николе Вујчића.[3]
- 2013 — Мићо Цвијетић, за критички текст Суптилно есејистичко ткање.
- 2014 — Горан Коруновић, за критички текст Лирски глас као сведок (одбио да прими награду).
- 2015 — Миливој Ненин, за критички текст Одбране Љубомира Симовића.
- 2016 — Милан Р. Симић, за критички текст о књизи Путникова циглана Радована Белог Марковића.[4]
- 2017 — Адријана Марчетић, за критички текст о књизи У тражењу новог: Индивидуализам и либерални дух у српској култури (1894–1914) Леона Којена и поговор уз Песме Милана Ракића.[5]
- 2018 — Мирко Магарашевић, за критички текст о књизи Црњански, класик Мила Ломпара.[6]
- 2019 — Анђелка Цвијић, за критички текст о књизи Доктора Валентина Трубара и сестре му Симонете повест чудноватих догађаја у Србији Милисава Савића.[7]
- 2020 — Селимир Радуловић, за критички текст о књизи Истрага предака Ивана Негришорца.[8]

### Од 2021. до 2030.
- 2021 — Видак М. Масловарић, за критички текст о стваралаштву Матије Бећковића.[9]
- 2022 — Ђорђо Сладоје, за критички текст о књизи Кафкино ново одело Мирослава Алексића.[10]
- 2023 — Владан Бајчета, за критички текст „Мемоари о себи” о књизи Видно поље Горана Бабића.[11]